# Вонор (Теннессі)
Вонор (англ. Vonore) — місто (англ. town) в США, в округах Монро і Блаунт штату Теннессі. Населення — 1574 особи (2020).

## Географія
Вонор розташований за координатами 35°36′18″ пн. ш. 84°14′5″ зх. д. / 35.60500° пн. ш. 84.23472° зх. д. (35.604899, -84.234643).  За даними Бюро перепису населення США в 2010 році місто мало площу 30,89 км², з яких 23,27 км² — суходіл та 7,62 км² — водойми.

## Демографія
Згідно з переписом 2010 року, у місті мешкали 1474 особи в 630 домогосподарствах у складі 417 родин. Густота населення становила 48 осіб/км².  Було 728 помешкань (24/км²).
Расовий склад населення:
| - 96,4 % — білих - 1,1 % — чорних або афроамериканців - 0,5 % — корінних американців - 0,3 % — азіатів - 0,1 % — вихідців з тихоокеанських островів |

До двох чи більше рас належало 1,2 %. Частка іспаномовних становила 2,0 % від усіх жителів.
За віковим діапазоном населення розподілялося таким чином: 23,3 % — особи молодші 18 років, 60,6 % — особи у віці 18—64 років, 16,1 % — особи у віці 65 років та старші. Медіана віку мешканця становила 39,7 року. На 100 осіб жіночої статі у місті припадало 96,0 чоловіків;  на 100 жінок у віці від 18 років та старших — 92,8 чоловіків також старших 18 років.
Середній дохід на одне домашнє господарство  становив 54 216 доларів США (медіана — 38 542), а середній дохід на одну сім'ю — 63 069 доларів (медіана — 47 898). Медіана доходів становила 38 654 долари для чоловіків та 33 304 долари для жінок. За межею бідності перебувало 14,9 % осіб, у тому числі 20,8 % дітей у віці до 18 років та 10,3 % осіб у віці 65 років та старших.
Цивільне працевлаштоване населення становило 703 особи. Основні галузі зайнятості: виробництво — 31,6 %, освіта, охорона здоров'я та соціальна допомога — 16,5 %, роздрібна торгівля — 10,2 %, будівництво — 8,1 %.